# 以津真天

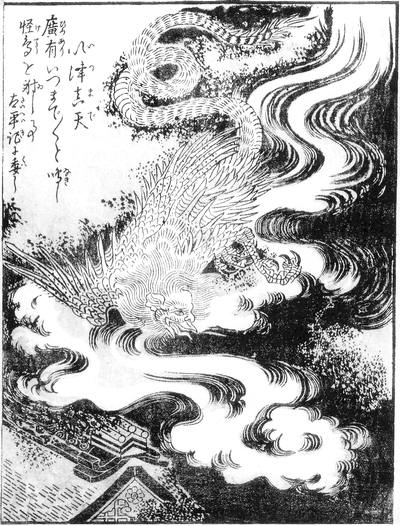
鳥山石燕『今昔画図続百鬼』より「以津真天」

以津真天（いつまで）は、鳥山石燕による江戸時代の日本の妖怪画集『今昔画図続百鬼』にある怪鳥。解説文に「広有 いつまでいつまでと鳴し怪鳥を射し事 太平記に委し」とあるように、『太平記』巻12の「広有射怪鳥事」に登場する怪鳥を題材に創られた妖怪であることがわかる。

## 太平記における怪鳥
『太平記』によれば建武元年（1334年）の秋、疫病が流行して病死者が多く出た頃、毎晩のように紫宸殿の上に怪鳥が現れ「いつまで、いつまで」と鳴いて人々を恐れさせていた。公卿たちは源頼政の鵺退治にちなんで弓の名手に退治させようと考え、依頼を受けた隠岐次郎左衛門広有（真弓広有）は鏑矢で見事、怪鳥を射止めた。その怪鳥は顔が人間のようで、曲がったくちばしに鋸のような歯が並び、体はヘビのようで、両足の爪は剣のように鋭く、翼長は1丈6尺（約4.8メートル）もあったという。
『太平記』において、この鳥は「怪鳥」と記述されているのみで明確な名前などは記載されていない。『今昔画図続百鬼』において付された「以津真天」という名称は、鳥山石燕がこの逸話を『今昔画図続百鬼』に描く際、その鳴き声をもとに名づけたものとされる。『太平記』の記述を元として描かれた江戸時代の武者絵においても、化鳥としての姿や黒雲などにその存在を感じさせる描写で描かれているが、「いつまで」という名称の使われたものは確認されていない。

## 昭和以降の解説
昭和以降の妖怪関連の文献では、いつまでんとも読まれている。戦乱や飢餓などで死んだ人の死体をそのまま放っておくと、この怪鳥が死体の近くに止まり、「死体をいつまで放っておくのか」との意味で「いつまで、いつまで」と鳴くもの、またはそうして死んだ者たちの怨霊が鳥と化したものであるという解説がつけられて紹介されてもいる。